# Automolis latipennis
Automolis latipennis là một loài bướm đêm thuộc phân họ Arctiinae, họ Erebidae.